# Röplabda az 1972. évi nyári olimpiai játékokon
Az 1972. évi nyári olimpiai játékokon a röplabdatornákat augusztus 27. és szeptember 9. között rendezték. A magyar női röplabda-válogatott ötödik helyezést ért el.

## Éremtáblázat
(Az egyes számoszlopok legmagasabb értéke, vagy értékei vastagítással kiemelve.)
| Az 1972. évi nyári olimpiai játékok éremtáblázata röplabdában | Az 1972. évi nyári olimpiai játékok éremtáblázata röplabdában | Az 1972. évi nyári olimpiai játékok éremtáblázata röplabdában | Az 1972. évi nyári olimpiai játékok éremtáblázata röplabdában | Az 1972. évi nyári olimpiai játékok éremtáblázata röplabdában | Olimpia  |
| ------------------------------------------------------------- | ------------------------------------------------------------- | ------------------------------------------------------------- | ------------------------------------------------------------- | ------------------------------------------------------------- | -------- |
|                                                               | Ország                                                        | Arany                                                         | Ezüst                                                         | Bronz                                                         | Összesen |
| 1.                                                            | Japán (JPN)                                                   | 1                                                             | 1                                                             | 0                                                             | 2        |
| 2.                                                            | Szovjetunió (URS)                                             | 1                                                             | 0                                                             | 1                                                             | 2        |
| 3.                                                            | NDK (GDR)                                                     | 0                                                             | 1                                                             | 0                                                             | 1        |
| 4.                                                            | Észak-Korea (PRK)                                             | 0                                                             | 0                                                             | 1                                                             | 1        |
|                                                               |                                                               |                                                               |                                                               |                                                               |          |
| Összesen                                                      | Összesen                                                      | 2                                                             | 2                                                             | 2                                                             | 6        |

## Érmesek

### Férfi torna
| Az 1972. évi nyári olimpiai játékok érmesei férfi röplabdában | Az 1972. évi nyári olimpiai játékok érmesei férfi röplabdában | Az 1972. évi nyári olimpiai játékok érmesei férfi röplabdában | Az 1972. évi nyári olimpiai játékok érmesei férfi röplabdában |
| --- | --- | --- | ------------------------------------------------------------- |
| Arany | Ezüst | Bronz |                                                               |
| Japán (JPN) | NDK (GDR) | Szovjetunió (URS) |                                                               |
| Jaszuhiro Nogucsi Nogucsi Jaszuhiro Nakamura Júzó Fukao Josihide Morita Dzsungo Nekoda Kacutosi Kimura Kendzsi Simaoka Kendzsi Minami Maszajuki Óko Szeidzsi Jokota Tadajosi Nisimoto Tecuo Szató Tecuo | Arnold Schulz Wolfgang Webner Siegfried Schneider Wolfgang Weise Rudi Schumann Eckehard Pietzsch Wolfgang Löwe Wolfgang Maibohm Rainer Tscharke Jürgen Maune Horst Peter Horst Hagen | Valerij Kravcsenko Jurij Pojarkov Jevhen Lapinszkij Jefim Csulak Vlagyimir Putyatov Vlagyimir Patkin Leonyid Zajko Jurij Sztarunszkij Vlagyimir Kondra Vjacseszlav Domanij Viktor Borscs Alekszandr Saprikin |                                                               |

### Női torna
| Az 1972. évi nyári olimpiai játékok érmesei női röplabdában | Az 1972. évi nyári olimpiai játékok érmesei női röplabdában | Az 1972. évi nyári olimpiai játékok érmesei női röplabdában | Az 1972. évi nyári olimpiai játékok érmesei női röplabdában |
| --- | --- | --- | ----------------------------------------------------------- |
| Arany | Ezüst | Bronz |                                                             |
| Szovjetunió (URS) | Japán (JPN) | Észak-Korea (PRK) |                                                             |
| Ljudmila Buldakova Vera Galuska-Dujunova Ljudmila Borozna Inna Riszka Nyina Szmolejeva Tatjana Gonobobleva Ljubov Tyurina Galina Leontyeva Tatyjana Ponyajeva-Tretyakova Rosa Salihova Tatjana Szaricseva Natalja Kudreva | Jamazaki Jaeko Macumura Kacumi Hama Keiko Furukava Makiko Okamoto Mariko Siokava Micsiko Jamasita Noriko Simakage Szeiko Oinuma Szumie Iida Takako Sirai Takako Ivahara Tojoko | Rjom Cshundzsa (Ryeom Chunja) Ri Cshunok (Ri Chun-ok) Hvang Heszuk (Hwang He-suk) Kim Jondzsa (Kim Yeon-ja) Kim Mjongszuk (Gim Myeongsuk) Pek Mjongszuk (Baek Myeongsuk) Csong Okcsin (Jeong Okjin) Csang Ongnim (Jang Ok-rim) Kang Okszun (Gang Oksun) Kim Szude (Kim Su-dae) Kim Dzsungbok (Gim Jeungbok) |                                                             |